# Gran Parque para la conservación del condado de Orange
El Gran Parque para la conservación del condado de Orange (en inglés: Orange County Great Park Conservancy) es el nombre oficial de un plan para el público, de reutilización de un espacio anteriormente dedicado a campo de aviación, la base Marine Corps Air Station El Toro en Irvine California. 
El parque del condado comprenderá solo el 28,8 % 1347 acres (5,45 km²) de los 4682 acres (18,95 km²) totales que componían la antigua base MCAS El Toro. Es un proyecto de 1,1 mil millones de dólares aprobados por los votantes del Condado de Orange en 2002. 
El parque abrió su primera atracción el 14 de julio de 2007, un globo aerostático (diseñado por la compañía Aerophile SA) que realiza un trayecto que lleva a los visitantes a 500 pies (150 m) para una vista panorámica de la construcción del parque, así como vistas de la comarca.
Una segunda atracción, the Kids Rock playground, abrió el 10 de julio de 2010.
Está administrado por la Orange County Great Park Corporation, city of Irvin en Tustin, California. 

## Localización
Orange County Great Park Conservancy 1100 Irvine Blvd. 326 Tustin Irvine Orange County CA 92780 California, United States of America-Estados Unidos de América
Planos y vistas satelitales.33°40′12″N 117°43′48″O / 33.67000, -117.73000

## Plan original

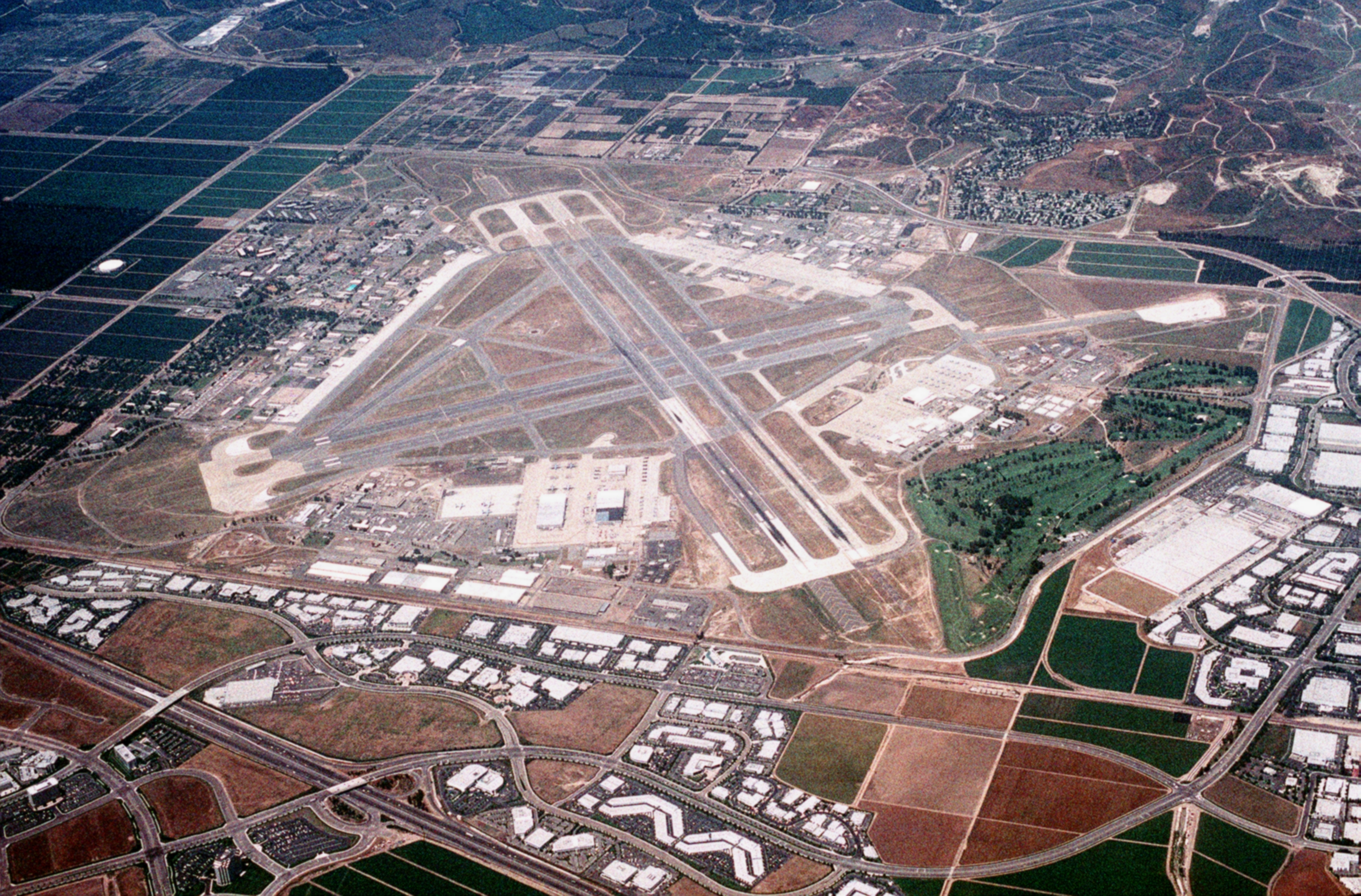
Una vista aérea de la base U.S. Marine Corps Air Station El Toro, California (USA), en 1993.

Las propuestas iniciales después del cierre de la Marine Corps Air Station incluían un aeropuerto internacional, viviendas y un posible gran parque. 
En 2001, los votantes del Condado de Orange pasada la "Medida W" que autoriza el uso del antiguo campo de aviación como un Parque Central/Reserva de Naturaleza y el desarrollo de usos múltiples. La medida fue aprobada lo que llevó a la designación de los terrenos como el "OC Great Park".

## Plan del parque
En el 2002, tras un largo debate que se prolongó por varios años más, los votantes del Condado de Orange rechazaron el plan de un aeropuerto comercial y designaron a los terrenos para usos compatibles de parque. La reutilización del campo de aviación fue votada por los residentes del Condado de Orange en cuatro ocasiones. Cuando se anunció que el aeropuerto volvería a uso civil en la década de 1990, los ciudadanos cercanos al aeropuerto inmediatamente se opusieron a cualquier uso continuado del sitio para fines de aviación. Sin embargo, a finales de 1990 la mayoría de los votantes del Condado de Orange aprobó el uso del sitio para la aviación comercial. 
En marzo del 2000, los opositores al aeropuerto, en su mayoría residentes en el sur del Condado de Orange ricos y que sería directamente en las trayectorias de vuelo previstas, eran capaces de calificar para la papeleta electoral "Medida F", que requiere que toda nueva construcción de cárceles, vertederos o aeropuertos requeriría un voto de 2/3 de la mayoría. Con un gran respaldo financiero y un temor a "NIMBYism" un rotundo 67,3% de los votantes aprobaron la Medida F, denegando con eficacia el proyecto del aeropuerto potencial. En 2001, los votantes del Condado de Orange pasada "Medida W" que autoriza el uso del antiguo campo de aviación como el Parque Central/Reserva de Naturaleza y el desarrollo de usos múltiples. La medida fue aprobada con el 58% de los votos debido a la falta de otras alternativas viables para el sitio ya que el concepto aeropuerto murió efectivamente un año antes. 
En noviembre de 2003, la ciudad de Irvine se anexionó la propiedad del antiguo campo de aviación y pudo así determinar el futuro del Gran Parque mediante una zonificación
Después de la anexión de la propiedad, el Departamento de la Marina realizó una subasta en línea para la propiedad de El Toro. La sociedad "Lennar Corporation" con sede en Miami adquirió la propiedad completa por un valor de 649.500.000 dólares, y entró en un acuerdo de desarrollo con la ciudad de Irvine. Bajo los términos del acuerdo de desarrollo, Lennar fue concedido derechos limitados de desarrollo para construir el vecindario del Great Park a cambio de la tierra y el capital que permitirá la construcción del Gran Parque. 
El acuerdo exige a la sociedad Lennar escriturar 1347 hectáreas (5,45 km²) a la propiedad pública y contribuir con $ 200 millones para el desarrollo del Gran Parque. Los futuros propietarios de la propiedad contribuirán con una cantidad adicional de $ 200 millones para el desarrollo del parque.
El Plan del Gran Parque se centra en las 1347 hectáreas (5,45 km²) públicos de la propiedad e incluye una de 2,5 millas (4,0 km) del cañón, un lago de 26 acres (110 000 m²), jardín botánico, una terraza cultural, céspedes, espacios para las artes escénicas, un parque deportivo, y un corredor de vida silvestre que conecta el "Cleveland National Forest", por el "Laguna Coast Wilderness". Con una extensión de 1347 acres (5,45 km²), el Gran Parque será más grande que el Central Park de Nueva York, el Golden Gate Parkde San Francisco y el Parque Balboa de San Diego.
Cuando se haya completado, el parque será el parque municipal más grande en el Condado de Orange. El plan original para la infraestructura del Gran Parque fue prácticamente idéntico al"Newport Center" en Newport Beach, con cinco carreteras que conectan en una carretera bucle central que separa el parque en "bloques". El diseño fue modificado posteriormente para incluir una amplia sección de autopista y son más conformes con el diseño de la base original, como un recordatorio de su historia. El más destacado en los planes del parque es la recuperación del "Agua Chinon Creek", que había sido canalizado bajo tierra cuando se construyó la base en la década de 1940.
Recientemente, sin embargo, en medio de una crisis de la vivienda de Estados Unidos, Lennar ha tenido problemas para cumplir con su parte del trato, incluida la construcción de viviendas de retraso planificado y de unas "instalaciones comunitarias del distrito".
Además de los árboles ya existentes en la base que se moverán y serán replantados, la "Southern California Edison" se ha comprometido a aportar 50.000 árboles en el Gran Parque.

## Características del parque
The Canyon (El Cañón)
- 2,5 millas (4,0 km) de longitud.
- Un lago para navegar.
- Arroyos y charcas que corren a lo largo del cañón, que lleva el recorrido del arroyo "Agua Chinon Creek" al sursureste hasta el San Diego Creek.
- Puentes que cruzan el cañón en puntos diferentes, incluyendo el "Puente de 2 torres", que proporcionará un camino en zig-zag a través de la parte más ancha del cañón.

Cultural Terrace (Terraza cultural)
- 122 acres (0,49 km²)
- Museos
- Biblioteca

Botanical Garden (Jardín botánico)
- Propuesto de 60 a 70 acres (280 000 m²)
- Un puente en el jardín diseñado por el arquitecto Enrique Norten conectará el jardín botánico con la terraza cultural.

Sports Park (Parque deportivo)
- 165 acres (0,67 km²)
- Entre los servicios propuestos incluyen campos de fútbol americano, campos de pelota y bate, un complejo de skate, escalada de pared, casa de campo.
- Una gran zona de césped.

Wildlife Corridor (Corredor de vida silvestre)
- Un corredor de 3-millas (4.8 km) de longitud para las migraciones de la vida silvestre.
- El corredor unirá el "Cleveland National Forest", en el norte con el Crystal Cove State Park en el sur.

Veteran's Memorial (Monumento a los veteranos)
- Great Park Air Museum.
- Vintage aircraft en los remanentes junto a la autopista.

Golf Course (Campo de golf)
- Será el campo de golf más grande del condado de Orange, con 27 hoyos, posiblemente 45.
- Será renovado el antiguo El Toro Golf Course.